# 王守安
王守安（1967年9月—），男，汉族，河南睢县人，中华人民共和国政治人物，现任湖北省人民检察院检察长。